# Закон геометричного відбору
Закон геометричного відбору (рос. закон геометрического отбора, англ. law of geometrical selection, нім. das Gesetz n für geometrisch Auswahl f) — у мінералогії — закон, який визначає співвідношення між окремими індивідами мінералів при їх груповому рості.
З по-різному орієнтованих зародків кристалу виростають лише ті, які мають мінімальний кут нахилу щодо субстрату.
З причини геометричного відбору друза, що наростає, отримує вигляд кристалічної гратки або, при подальшому рості, паралельно-жердинного агрегату.